# Tataj-Chutor
Tataj-Chutor (ros. Татай-Хутор) – wieś w Rosji, w Czeczenii, w rejonie nożaj-jurtowskim. W 2021 liczyła 621 mieszkańców.